# District de Mitrovicë/Kosovska Mitrovica
Le district de Mitrovicë/Kosovska Mitrovica (en albanais : Rajoni i Mitrovicës ; en serbe cyrillique : Косовскомитровачки округ ; en serbe latin : Kosovskomitrovački okrug) est une subdivision administrative du Kosovo. Le centre administratif du district est la ville de Mitrovicë/Kosovska Mitrovica.
Les Serbes du district n'ont pas participé au recensement kosovar de 2011 ; des estimations remontant à 2009 ont été intégrées au résultat final. En fonction de ces données, la population est estimée à 232 833 habitants,.

## Géographie

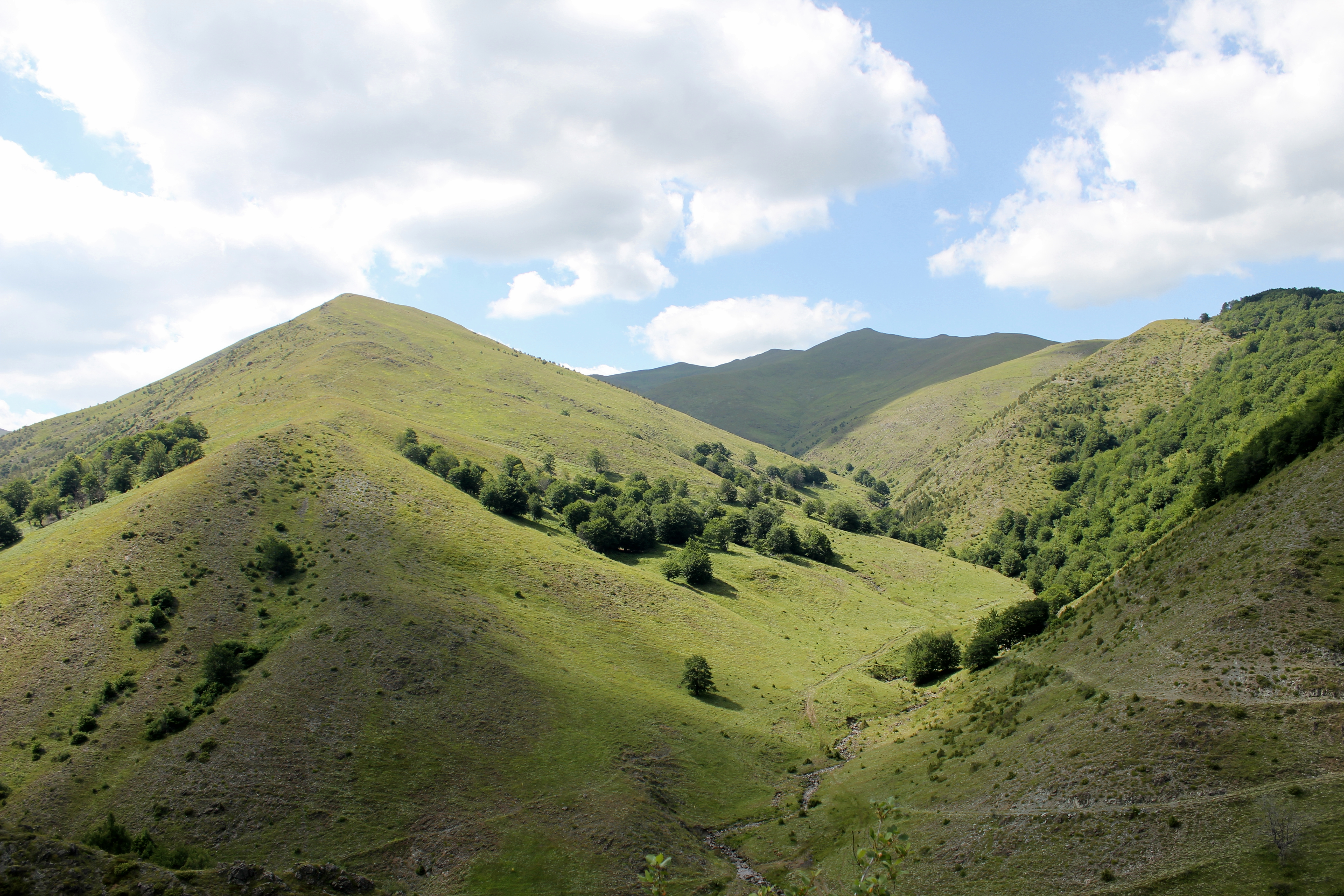
Les monts de la Bajgora
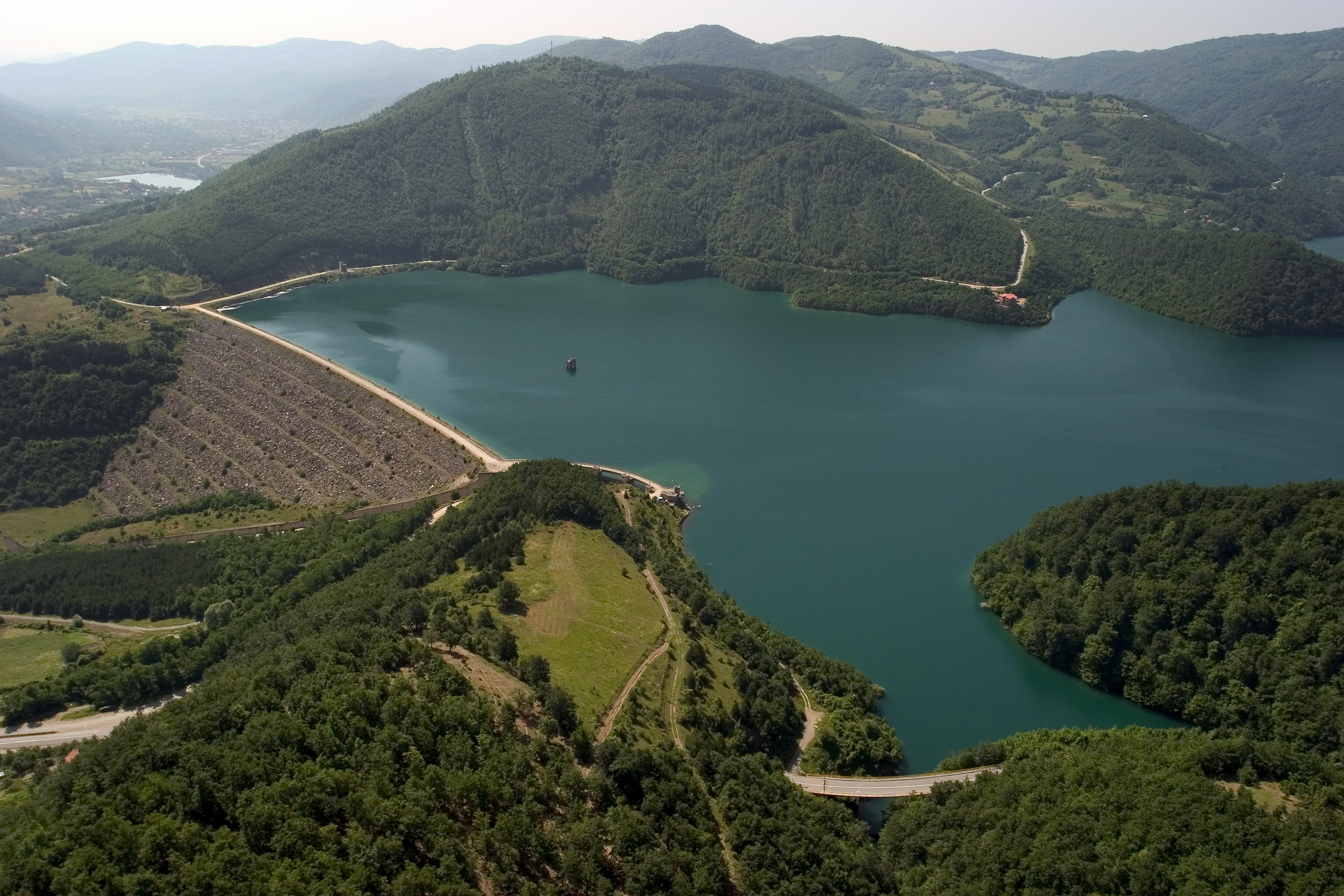
Le lac de Gazivode
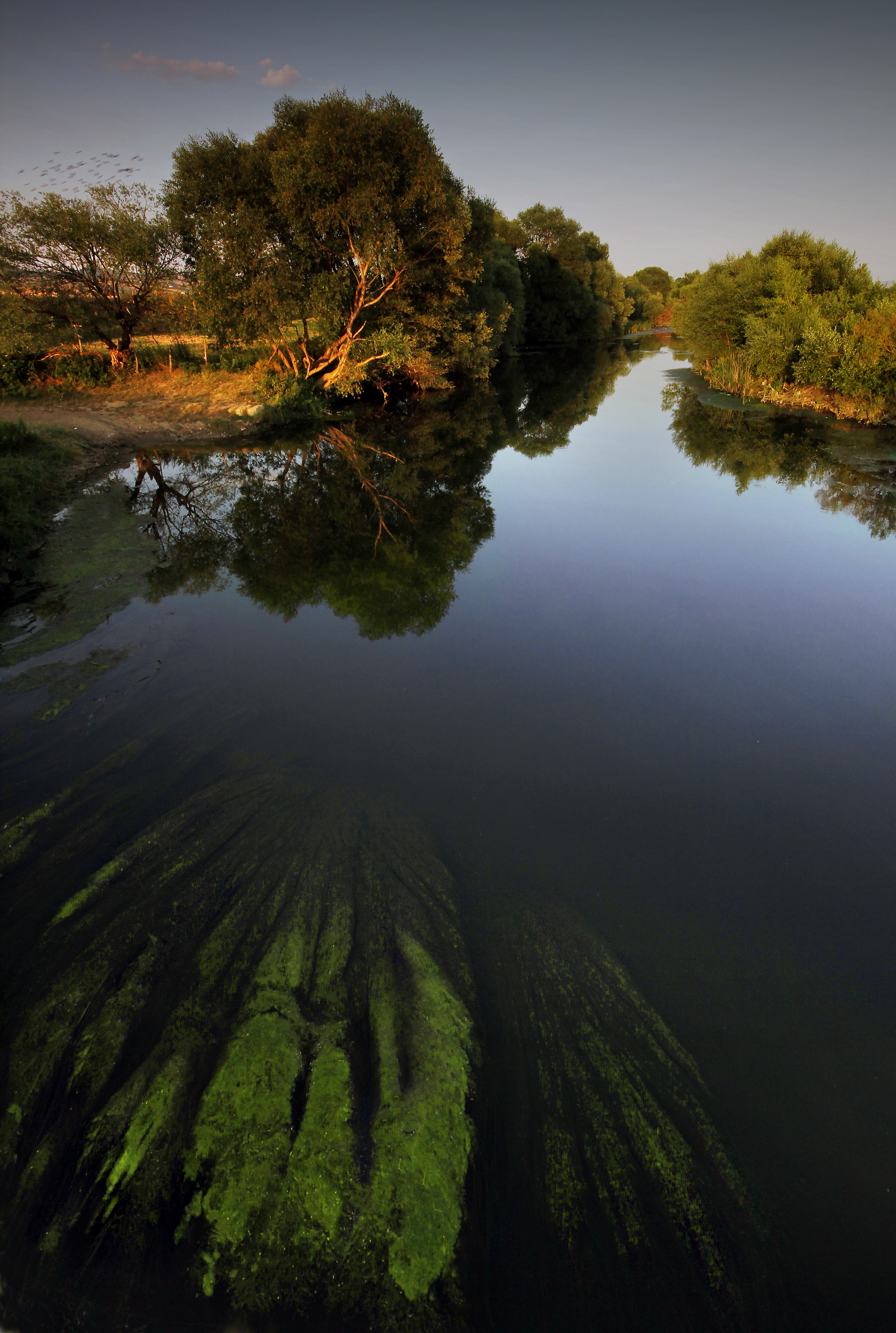
La rivière Sitnica à Vushtrri/Vučitrn

## Historique

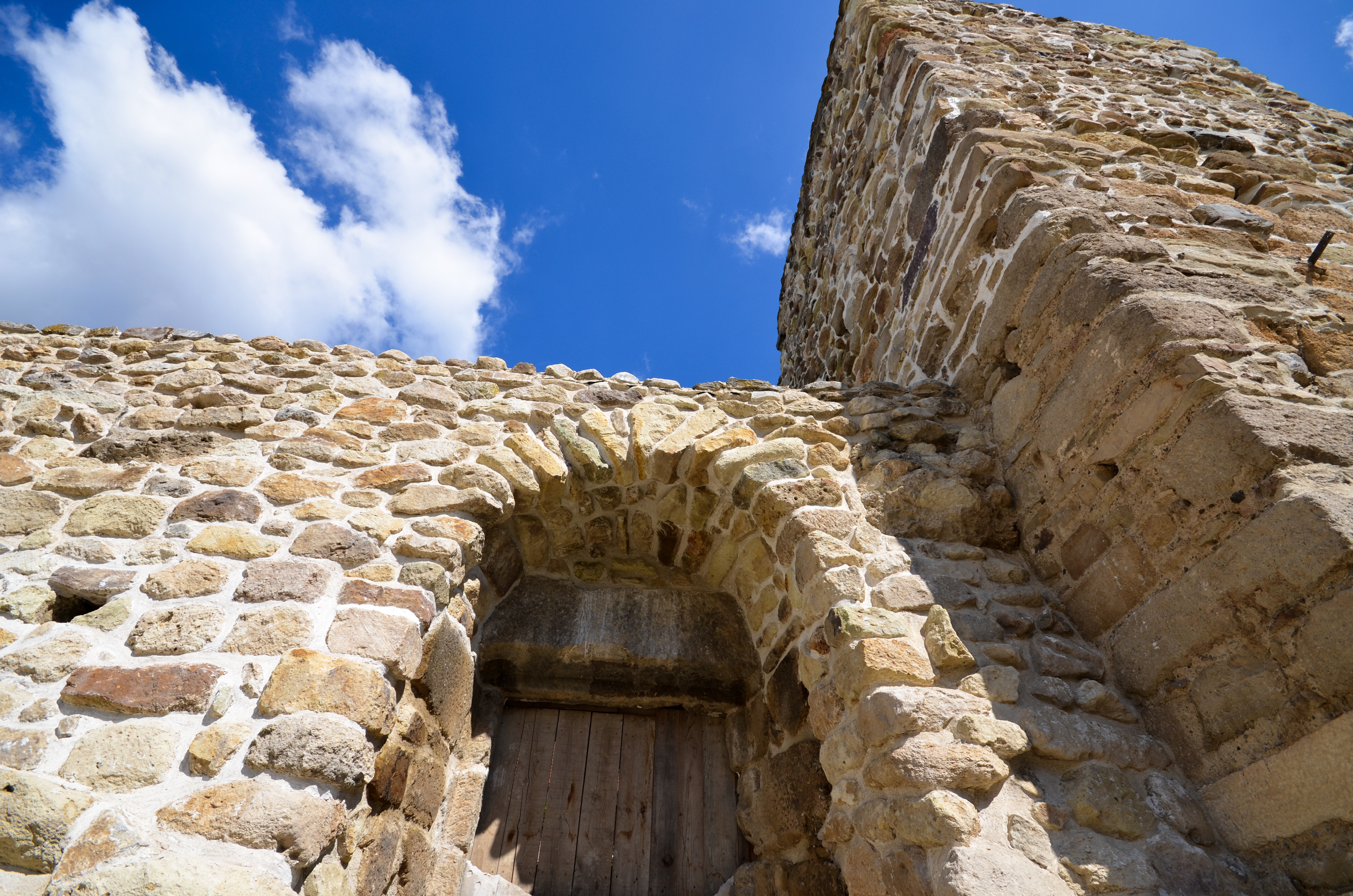
Vue de la forteresse de Vushtrri/Vučitrn

## Communes/Municipalités
| Nom                          | Superficie (en km2) | Population 1991, | Population 2011, |
| ---------------------------- | ------------------- | ---------------- | ---------------- |
| Leposavić/Leposaviq          | 750                 | 16 395           | 13 773           |
| Mitrovicë/Kosovska Mitrovica | 350                 | 104 885          | 84 235           |
| Skenderaj/Srbica             | 378                 | 55 471           | 50 858           |
| Vushtrri/Vučitrn             | 344                 | 80 644           | 69 870           |
| Zubin Potok                  | 333                 | 8 479            | 6 616            |
| Zvečan/Zveçan                | 122                 | 10 030           | 7 481            |
| Total                        | 2 277               | 275 904          | 232 833          |

## Démographie

### Évolution historique de la population
| 1948    | 1953    | 1961    | 1971    | 1981    | 1991    | 2011     |
| ------- | ------- | ------- | ------- | ------- | ------- | -------- |
| 117 514 | 134 219 | 159 648 | 196 466 | 234 667 | 275 904 | 232 833, |

|  |

### Répartition de la population par nationalités
Mitrovicë/Kosovska Mitrovica, Vushtrri/Vučitrn et Skenderaj/Srbica
Pour ces trois communes/municipalités, les données sont celles du recensement kosovar de 2011.
| Commune/ Municipalité        | Total  | Nationalité | Nationalité | Nationalité | Nationalité | Nationalité | Nationalité | Nationalité | Nationalité | Nationalité | Nationalité    | Nationalité    |
| Commune/ Municipalité        | Total  | Albanais    | Serbes      | Turcs       | Bosniaques  | Roms        | Ashkalis    | Égyptiens   | Gorans      | Autres      | Pas de réponse | Non disponible |
| ---------------------------- | ------ | ----------- | ----------- | ----------- | ----------- | ----------- | ----------- | ----------- | ----------- | ----------- | -------------- | -------------- |
| Mitrovicë/Kosovska Mitrovica | 71 909 | 69 497      | 14          | 518         | 416         | 528         | 647         | 6           | 23          | 47          | 61             | 152            |
| Vushtrri/Vučitrn             | 69 870 | 68 840      | 384         | 278         | 33          | 68          | 143         | 1           | 3           | 50          | 17             | 53             |
| Skenderaj/Srbica             | 50 858 | 50 685      | 50          | 1           | 42          | -           | 10          | 1           | -           | 5           | 4              | 60             |

Zvečan/Zveçan, Leposavić/Leposaviq, Zubin Potok/Zubin Potok et Kosovska Mitrovica Nord
Les communes/municipalités de Zvečan/Zveçan, Leposavić/Leposaviq, Zubin Potok/Zubin Potok et Kosovska Mitrovica Nord, à majorité serbe, n'ont pas participé au recensement kosovar de 2011 ; les données communiquées sont celles d'estimations de 2008-2009.
| Leposavić/Leposaviq     | 13 773 | 323 | 13 450 |
| Zubin Potok             | 6 616  | 995 | 5 621  |
| Zvečan/Zveçan           | 7 481  | 386 | 7 095  |
| Kosovska Mitrovica Nord | 12 326 | 867 | 11 459 |